# Valle San Giovanni
Valle San Giovanni è una frazione del comune di Teramo sita 6 km a monte del capoluogo, lungo la stretta Val Tordino che penetra verso i Monti della Laga; nei pressi del paese, il fiume Tordino riceve le acque dei torrenti Lete e Fiumicello.

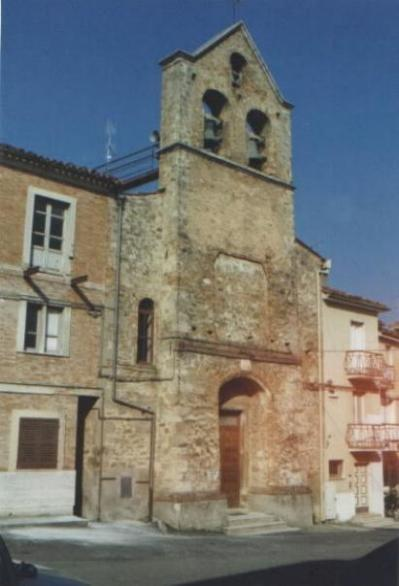
La chiesa di San Giovanni.

I suoi abitanti sono circa 300 e si chiamano vallaroli.
Negli ultimi cento anni tanti sono stati gli emigrati, molti dei quali andati a Penns Grove in New Jersey, Stati Uniti.

## Origini del nome
Secondo alcuni storici il nome deriverebbe dalla potente famiglia feudale teramana dei Di Valle, secondo altri dalla sua posizione in prossimità dell'antico cenobio benedettino di San Giovanni in Pergulis, così chiamato per l'abbondanza delle uve nel territorio circostante.

## Storia

### Via Caecilia
In epoca romana nelle immediate vicinanze dell'attuale Valle San Giovanni passava l'Interamnium Vorsus, il tratto cioè della via Caecilia che, proveniente da Amiternum, all'altezza dell'attuale Montorio deviava verso Interamnia Praetutiana, costeggiando l'attuale abitato di Travazzano e attraversando il Tordino (Batinus) nei pressi dell'attuale antica chiesa di Santa Maria di Ponte a Porto per poi giungere a Giulianova Castrum Novum nei pressi del mare seguendo il corso sinistro del fiume Tordino.
Proprio a Valle San Giovanni infatti, in località "Cavonetto", non lontano dalla confluenza del torrente Fiumicello nel fiume Tordino, nel 1993 fu rinvenuto il Cippo miliario "CXIIII" insieme a un tratto dell'antica strada.

### Rapporto con il paese di Frunti
La storia di Valle San Giovanni si intreccia con quella della vicina Frunti, prima feudo della famiglia "De Frunto", e con quella di Teramo con la quale aveva stretto un trattato di reciproca alleanza. 
Teramo mirava ad annettere Frunti mentre quest'ultima avrebbe voluto superare la condizione di feudo, pertanto il trattato ebbe breve durata.  Nel 1338, gli abitanti sciolsero il contratto per tornare indipendenti e riappropriarsi del privilegio del foro (gestione autonoma della giustizia).
Ci fu autonomia fino al 1457 quando entrò a far parte della vicina contea di Montorio.  Nel 1668 Frunti divenne feudo del conte Crescenzio De Crescentiis, ma nei primi anni del Settecento, gli abitanti deliberarono la loro aggregazione con la comunità Valle San Giovanni.

### La transumanza
In quel periodo Valle San Giovanni si era sviluppata per aver ereditato gran parte dei possedimenti di San Giovanni in Pergulis e per essere diventata un centro di smistamento e di controllo della transumanza abruzzese.  L'importante tratturo di San Quirico, di cui restano ancora vistose tracce, convogliò per secoli le greggi da e per le Puglie.

### Il brigantaggio
Nel Cinquecento e Seicento fu coinvolta dal brigantaggio, che vide tra i protagonisti alcuni briganti nativi in posti limitrofi. Probabilmente si lottava per il controllo dei boschi circostanti. Nel 1603 il marchese Baltassarre Caracciolo, per cercare di porre fine alle lotte, fece uccidere tre noti briganti. Nel 1682 nei pressi del paese si scontrarono due gruppi di briganti. La lotta durò sei giorni ed ebbe fine solo quando Teramo mandò i propri soldati per porre fine alla faida.
Nel 1683 il paese fu completamente saccheggiato e quasi distrutto dalle truppe di don Alfonso di Villaparte alla caccia del famoso brigante Santuccio di Froscia che da anni terrorizzava il territorio.  Nel 1799 diversi vallaroli (soprannome degli abitanti di Valle San Giovanni) combatterono contro i francesi al comando del capomassa Vincenzo Rolli.

### Il monastero di San Giovanni in Pergulis

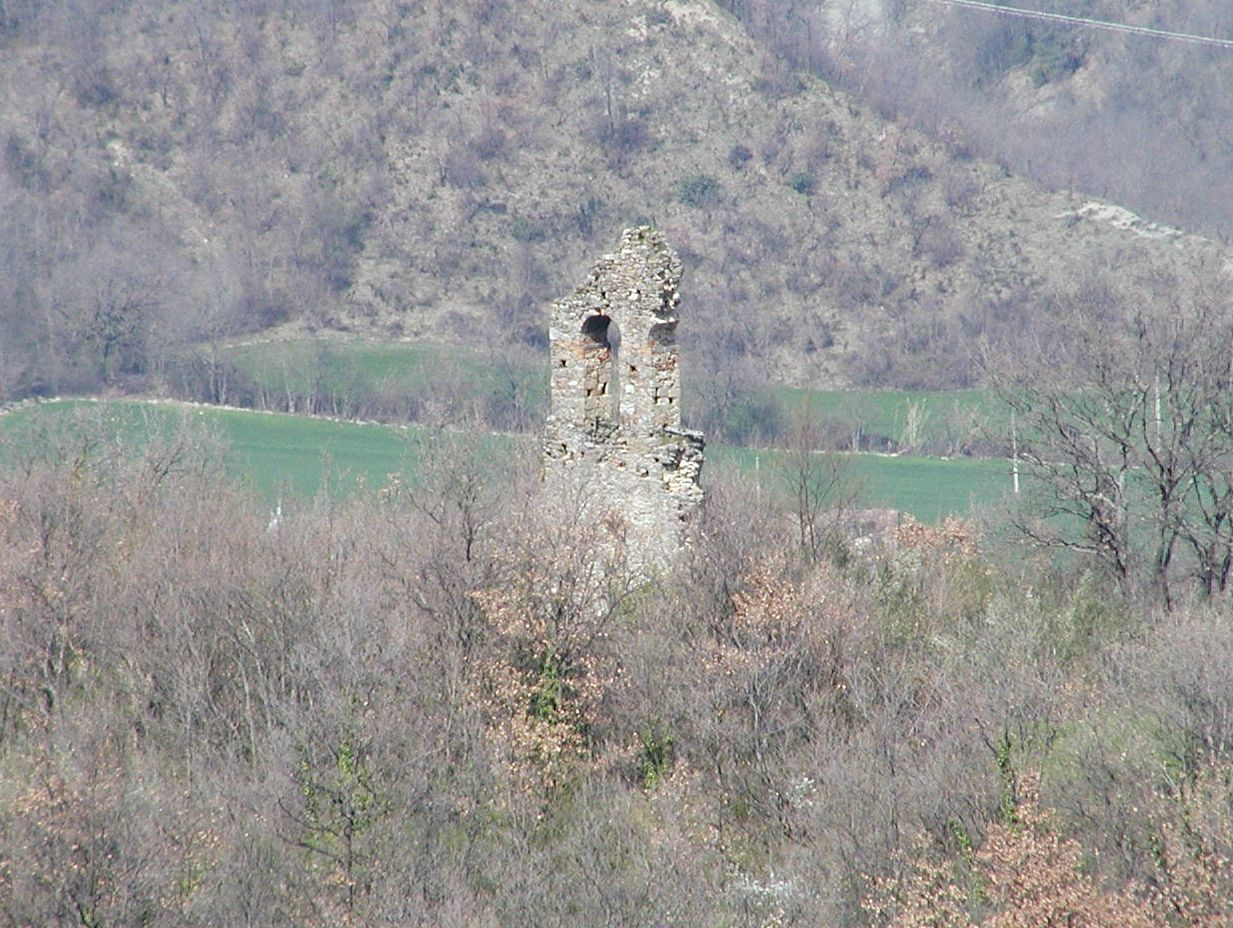
I resti del campanile a vela del monastero di San Giovanni in Pergulis

In questo periodo di lotte, il monastero di San Giovanni in Pergulis subì una rapida decadenza. Nel 1561 le sue rendite, con quello che restava del vecchio convento, furono assegnate da Papa Paolo IV alla collegiata di Montorio, alla quale spettava l'obbligo del restauro del convento. Ma il degrado non si arrestò.
Nel 1775 il canonico di Montorio l'abbandonò e passò a svolgere le funzioni religiose nella più comoda chiesa della Madonna della Neve, nel centro del paese, appartenente alla popolazione di Valle San Giovanni. Attualmente il monastero è in rovina, all'interno vi sono affreschi del 1458.

### Carbone fossile
Nella prima metà dell'Ottocento a Valle San Giovanni furono scoperti e sfruttati giacimenti di carbon fossile. Vi si applicarono tra gli altri Luigi Pigliacelli e Antonio Amary.

### Storia amministrativa
Nel 1809 il governo francese, che governò per soli 10 anni il Regno di Napoli, scelse Valle San Giovanni come capoluogo di un vasto territorio comunale comprendente anche gli ex feudi di Frunti, Valle Piola, Abetemozzo, Borgonovo e Poggio Rattieri.
Poco tempo dopo, nel 1868, successivamente alla nascita del Comune di Cortino, il territorio del comune di Valle San Giovanni venne diviso tra questo (frazioni di Casanova, Faieto e Collegilesco) e quello di Montorio.
Nel 1929 il paese ormai impoverito economicamente e nel numero di abitanti a causa della forte emigrazione, fu distaccato da Montorio al Vomano e divenne frazione di Teramo.

### I partigiani
Gli abitanti raccontano che, alla fine della Seconda guerra mondiale, alcuni partigiani si rifugiarono nelle grotte che si trovano immediatamente a monte del paese.

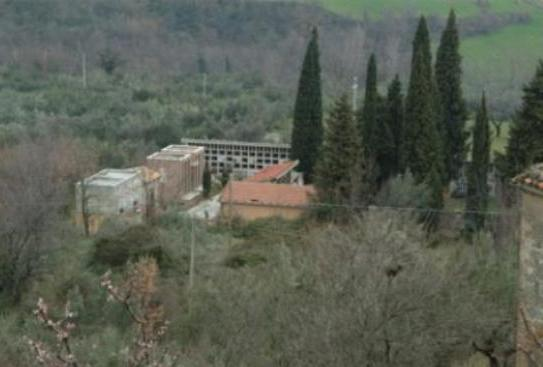
Cimitero

## Tradizioni antiche
Negli anni passati si è svolta la festa di Sant'Antonio Abate, legata ad un'antica tradizione popolare della provincia di Teramo. Essa dà risalto alla caratteristica benedizione degli animali, di tradizione contadina, per la quale, in questa ricorrenza, si portavano gli animali domestici giovani, di cui il santo è patrono, sul sagrato della chiesa principale, San Giovanni, per farli benedire.